# 여지전도
〈여지전도〉는 19세기에 김정호가 제작했다고 추정되는 목판본 세계지도이다. 크기는 세로 86cm, 가로 62cm이다. 본 지도는 서구의 지리지식이 조선사회에 어떻게 수용되는지를 보여주고 있다. 양반구도를 기본 자료로 하면서도 원이 아닌 사각형에 세계를 그렸고, 동양인에게 생소한 신대륙은 지도에서 제외시켰다. 지도의 내용으로 미루어보아 지구구체설을 부분적으로 수용하고 있으나, 중국을 중심에 배치하고 주변의 유럽·아프리카 대륙은 축소하여 그림으로써 여전히 전통적인 중화적 세계관을 고수하고 있다.

## 여지전도의 모습
목판본 지도의 상단에는 여지전도로 표기되어있다. 지도에는 아시아·유럽·아프리카·오세아니아 대륙이 그려져 있고 아메리카 대륙은 빠져있다. 서양의 많은 지명이 수록되어 있으며 조선의 윤곽도 잘 그려져 있다. 지구구체설을 전제로 하고 있는 서구식 양반구도를 기초로 제작되었지만 구대륙과 오세아니아 대륙이 그려진 <지구전도>만을 취하고 신대륙 부분은 수용하지 않았다. 또한 경위선이나 적도,황도같은 천문과 관련된 부분을 배제하여 흡사 평평한 대지를 전제로 한 것처럼 지도를 그렸다. 둥근 지구를 평면상의 종이에 2차원으로 표현할 때 나타나는 투영법의 문제는 <<여지전도>>에서는 전혀 고려되지 않는 듯 보인다. 본 지도는 지구전후도의 윤곽, 지명과 유사하고, 영환지략에 수록된 지도와도 내용이 비슷하여 이들 지도들을 주로 참고하여 제작된 것으로 보인다.

## 여지전도의 제작과정과 목적
17세기 이후 서양선교사들이 제작한 지도가 중국에 들어오고, 이어 조선에서 전해지게 되었다. 조선의 학자들이 새로 유입된 서양지도지식을 바탕으로 세계지도를 제작하게 되었는데, 이 결과물이 바로 <<여지전도>>이다. 지도의 목적은 주기문에 구체적으로 명시되어있지 않지만, 지도가 제작된 1850,60년대의 시대상황을 통해 유추해볼 수 있다. 중국은 1840년에 아편전쟁을 겪으면서 서양 세력에 대한 위기의식이 팽배해졌으나, 아직까지 우리나라는 서양세력과의 접촉이 미미했기 때문에 그에 대한 위기의식이 덜했다. 그러나 조선의 해안에 이양선이 빈번하게 출몰하고 중국의 상황이 조선으로 전해지면서 서양세력에 대한 위기의식이 점차 고조되고 있는 상황이었다. 여지전도는 바로 이러한 시대적 배경 속에서 세계의 지리를 파악하여 당시 밀려드는 외세에 적절하게 대응하기 위해 제작된 것이다.

## 여지전도의 특징과 지리사상적 의의

### 지도의 특징
여지전도는 양반구도를 기초자료로 활용했음에도 불구하고 신대륙이 그려진 반구도를 제외시키고 구대륙을 중심으로 그린 점이 특징적이다. 이처럼 구대륙과 신대륙으로 이루어진 양반구도 가운데 오세아니아 대륙을 포함한 구대륙만을 세계지도에 포현한 이유는 무엇일까? 마테오리치가 제작했던 서구식 세계지도는 대부분 타원형으로 제작되어 이 안에 신대륙까지 포괄하고 있었다. 그러나 페르비스트의 곤여전도에서는 양반구도로 제작되었는데, 지구구체설에 대한 이해가 없으면 지도를 이해하기가 어려웠던 것으로 보인다. 물론 마테오 리치의 곤여만국전도도 지구구체설이 뒷받침이 되어야 제대로 이해되는 측면이 있었지만 양반구도보다는 그 정도가 덜하다고 볼 수 있다. 그러한 사실들을 고려할 때 양반구도 가운데 동양인에게는 생소한 신대륙을 그린 지도는 큰 의미를 지니지 못했던 것으로 볼 수 있다. 미지의 세계인 신대륙이 대륙의 동단에 위치한 조선의 지식인에게 이해되기에는 많은 어려움이 있었던 것이다. 신대륙이라는 공간이 당시 조선지식인에게 의미있는 장소로 이해되기 위해서는 최소한의 관계가 역사적으로 성립되어 있어야 했다. 이것은 실지의 경험 속에서 획득되든지 아니면 산해경에 나오는 지명처럼 상상 속에서 획득될 수도 있다. 그러나 신대륙에 표기된 지명들은 이와는 거리가 먼 생소한 것들이다. 따라서 신대륙은 객관적인 실재 여부를 떠나 인식된 세계에서는 사라졌던 것이다.

### 지리 사상학적 의의

#### 지구구체설의 수용
지구구체설을 전제로 하고 있는 서구식 양반구도를 기초로 제작되었지만 구대륙과 오세아니아 대륙이 그려진 <지구전도>만을 취하고 신대륙 부분은 수용하지 않았다. 또한 경위선이나 적도,황도같은 천문과 관련된 부분을 배제하여 흡사 평평한 대지를 전제로 한 것처럼 지도를 그렸다. 둥근 지구를 평면상의 종이에 2차원으로 표현할 때 나타나는 투영법의 문제는 <<여지전도>>에서는 전혀 고려되지 않는 듯 보인다 그러나 지도를 자세히 검토해 보면 지도의 작자로 추정되는 김정호는 지구구체설 자체를 부정하지는 않았던 것으로 보인다. 지도상에는 남극과 북극이라는 용어가 보이고 동서의 끝이라는 용어는 보이지 않고 있다. 이는 지구전후도에서처럼 둥근 지구를 전제로 한 북극과 남극을 명시적으로 인정한 것이라 생각된다. 또한 지도 좌측 상단에는 ‘미합중국의 북쪽 경계와 접하고 있다’라는 주기문이 적혀있는데 있는데, 이를 통해 지도에는 아메리카 대륙이 그려져 있지 않지만 그 존재 자체를 부인하지는 않은 것으로 보인다. 그리고 이 주기의 바로 옆에는 북극 부근에서는 춘분에서 추분까지는 낮이 되고 추분에서 춘분까지는 밤이 되는 극지방의 특성이 기재돼 있는데, 이러한 극지방의 특성은 지구의 자전과 공전에 의해 생기는 현상으로 지도의 제작자가 지구과학적 지식이 전무한 상태에서 이와 같은 문장을 수록했다고 볼 수는 없다. 서양의 지구과학적 지식들은 이미 마테오 리치의 곤여만국전도에 자세하게 수록된 이래애로 여러 서학서에서 소개되었던 내용들이기도 하다. 이와 같은 사실들을 고려해 볼때, 지도의 제작자는 지구구체설뿐만 아니라 지문학적인 식견도 지니고 있었는데 이것이 지도에 일부 반영되었다고 할 수 있다.

#### 중화적 세계관의 고수
여지전도는 지구구체설을 부분적으로 수용하고 있지만, 여전히 전통적인 중화적 세계관에 기초하고 있다. 이 지구구체설을 수용하면서도 세계를 둥글게 그리지 않은 것은 지도의 제작자가 중화적 세계관을 강하게 고수하고 있기 때문이다. 지구구체설의 입장에서 본다면 중심이라는 것은 상대적인 것으로 환원된다. 중화적 세계관에서는 중국이 언제나 세계의 중심이었지만 지구구체설에서는 지구상의 어떤 나라도 중심이 될 수 있는 것이다. 이러한 연유로 지도의 제작자가 구상했던 세계는 중국을 중심으로 하는 직방세계였다. 그러나 이전 시기 중국에서 그려졌던 직방세계 중심의 지도와는 다른 모습을 띠고 있다. 직방세계 중심의 지도에서 직방세계의 외연은 역사적으로 중국과 통교했던 주변국에 한정되어 있고, 이러한 나라들도 구체적인 영역은 그려지지 않고 단지 명칭만 수록되는 경우가 일반적이었다. 그러나 여지전도에는 당시 객관적 실재로서 인정된 유럽과 아프리카 등이 비록 규모가 축소되어 있지만 서쪽편에 자리잡고 있다. 유럽에 있는 나라들은 서양 선교사들의 여러 서적을 통해 실재하는 국가로 인정된 것들이다. 직방세계의 외연이 뚜렷하게 확장되어있음을 알 수 있다.

## 참조
- 오상학, 한국지도학회, 논문 <목판본 여지전도의 특징과 지리사상사적 의미>; 2001년